# شایینوواتس
شایینوواتس (به لاتین: Šajinovac) یک منطقهٔ مسکونی در بوسنی و هرزگوین است که در Drvar واقع شده‌است.